# Monforte de la Sierra
Monforte de la Sierra es un municipio y localidad española de la provincia de Salamanca, en la comunidad autónoma de Castilla y León. Se integra dentro de la comarca de la Sierra de Francia y pertenece al partido judicial de Ciudad Rodrigo.
Su término municipal está formado por un solo núcleo de población, ocupa una superficie total de 4,36 km² y según los datos demográficos recogidos en el padrón municipal elaborado por el INE en el año 2017, cuenta con una población de 72 habitantes.

## Símbolos

### Escudo
El escudo heráldico que representa al municipio fue aprobado el 1 de octubre de 2006 con el siguiente blasón:

«Escudo partido. Primer cuartel, mortero en plata, sobre campo de gules (rojo). Las Armas de la Casa o Estado de los Zúñiga irán en el segundo cuartel por la vinculación de Monforte de la Sierra con el condado de Miranda del Castañar. Campo de plata con una banda de sable (negro) y una cadena de oro de ocho eslabones, puesta en orla y brocante. Timbre, Corona Real de España»
Boletín Oficial de la Provincia de Salamanca nº 19 de 26 de enero de 2007

### Bandera
El ayuntamiento no ha adoptado aún una bandera para el municipio.

## Historia

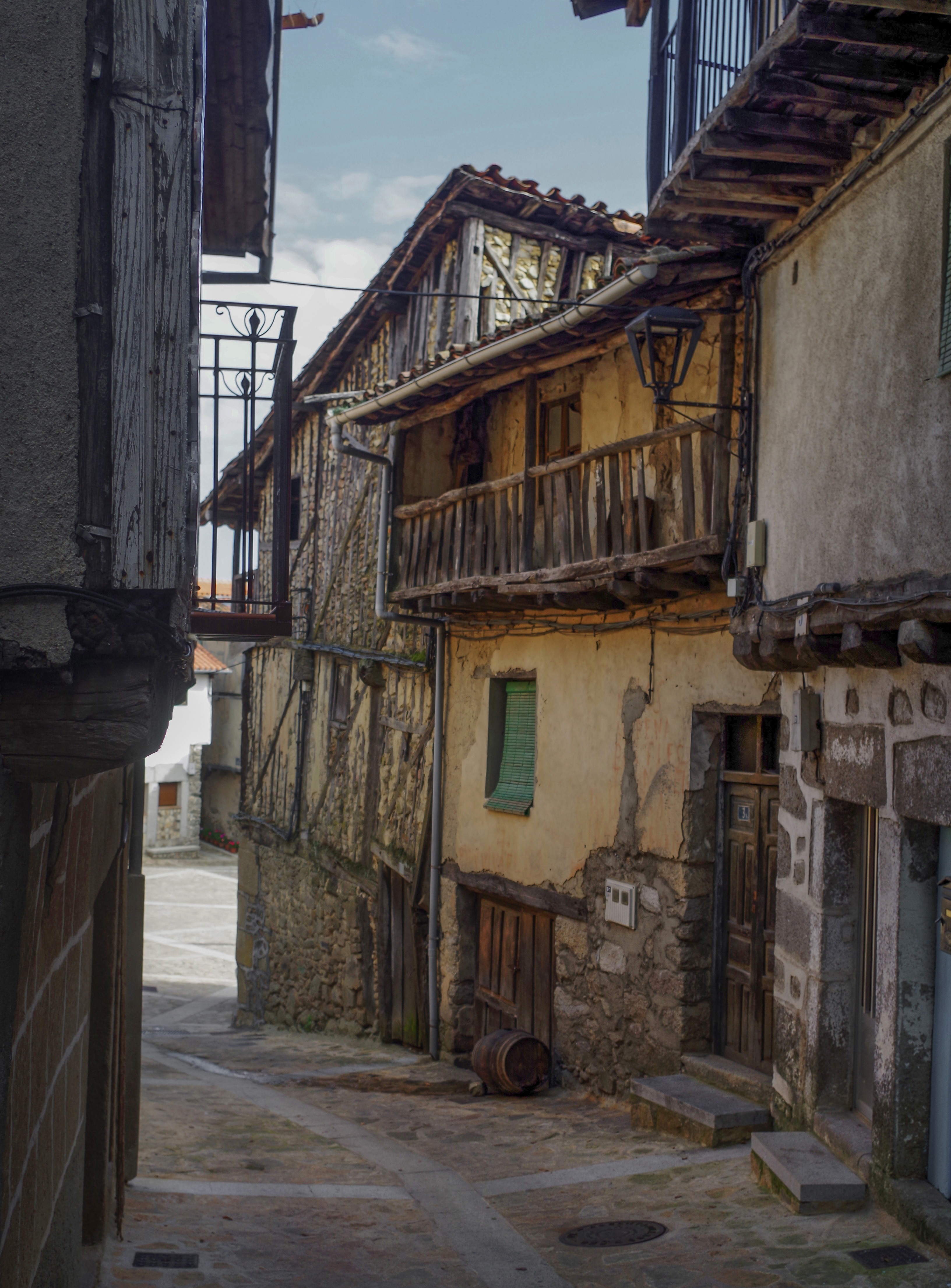
Arquitectura tradicional

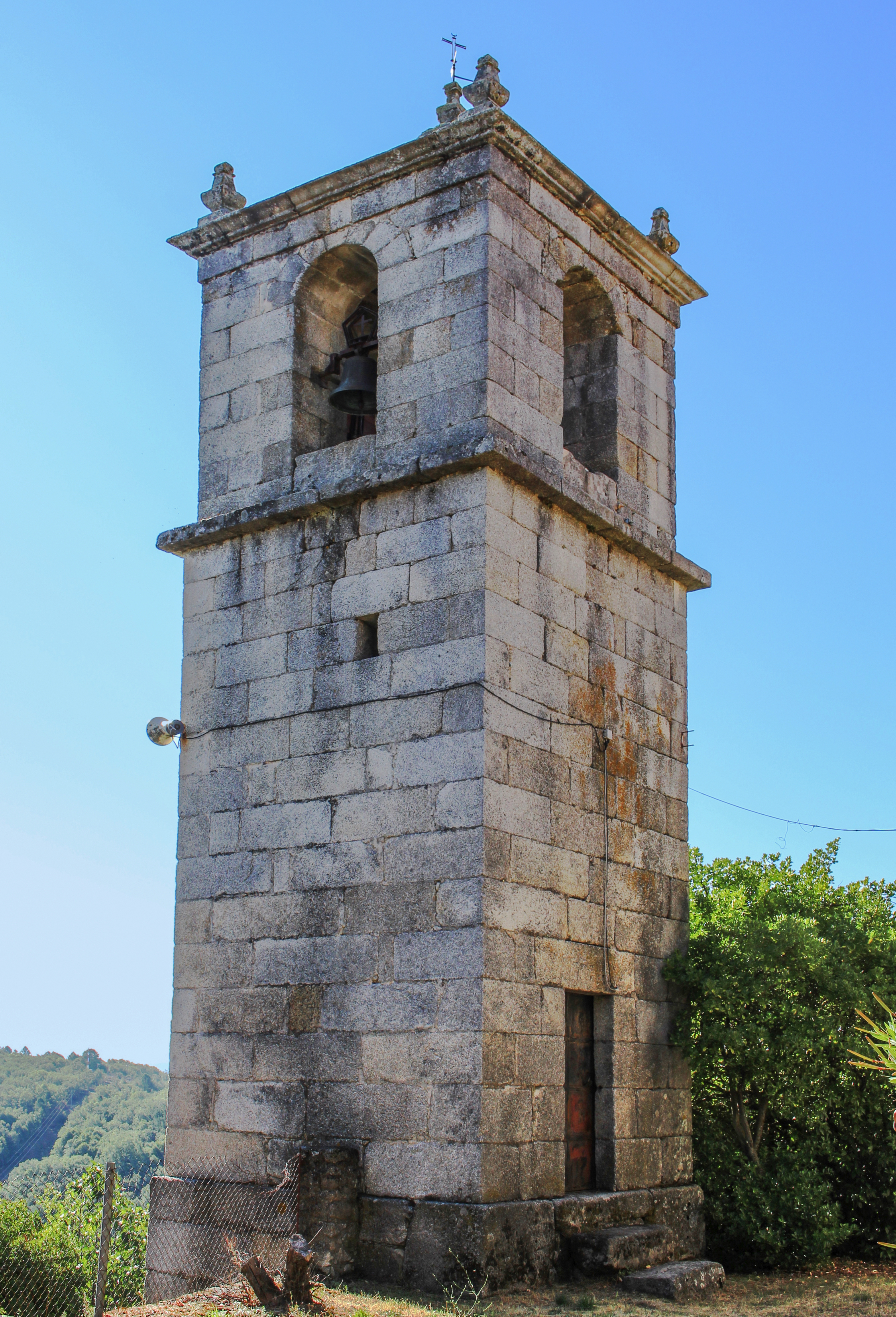
Iglesia de San Miguel Arcángel

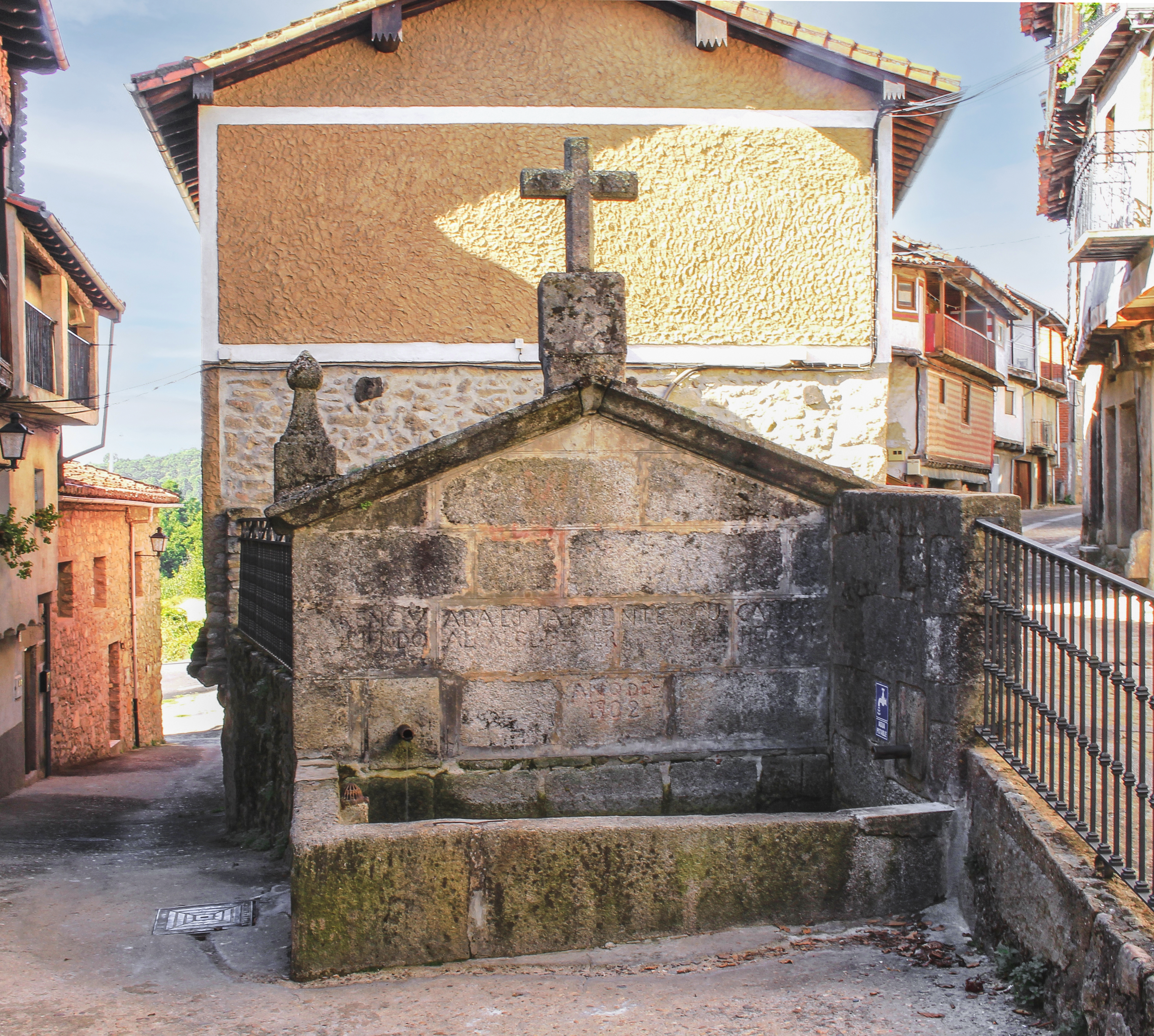
Fuente

La fundación de Monforte de la Sierra se debe al proceso de repoblación llevado a cabo por los reyes leoneses en la Edad Media en la sierra de Francia. De este modo, Monforte pasó a formar parte del alfoz de Miranda del Castañar tras la creación de éste por el rey Alfonso IX de León en 1213. Con la creación de las actuales provincias en 1833, Monforte de la Sierra fue incluido en la provincia de Salamanca, dentro de la Región Leonesa, adscripción territorial que se ha mantenido vigente hasta la actualidad.

## Demografía
Monforte de la Sierra cuenta con una población de 53 habitantes (INE 2024).
| Gráfica de evolución demográfica de Monforte de la Sierra entre 1842 y 2021 |
| |
| Población de derecho según los censos de población del INE Población de hecho según los censos de población del INEEn estos censos se denominaba Monforte: 1842, 1857, 1860, 1877, 1887, 1897, 1900 y 1910 |

Según el Instituto Nacional de Estadística, Monforte tenía, a 31 de diciembre de 2018, una población total de 70 habitantes, de los cuales 38 eran hombres y 32 mujeres. Respecto al año 2000, el censo refleja 113 habitantes, de los cuales 76 eran hombres y 47 mujeres. Por lo tanto, la pérdida de población en el municipio para el periodo 2000-2018 ha sido de 43 habitantes, un 38 % de descenso.

## Monumentos y lugares de interés

### Camino del agua
El camino del agua es una ruta circular de unos 9 km que recorre el valle del río Milanos, parte de la población de Mogarraz y pasa por Monforte de la Sierra para terminar nuevamente en Mogarraz. Algunas de las obras artísticas que se pueden contemplar son la titulada K’oa, consistente en dos jaulas metálicas, del artista salmantino Miguel Poza, la titulada Serena, de Virginia Calvo, alegoría de una ninfa con su cola alzándose en el bosque, la titulada Cruz de Mingo, de Florencio Maíllo o las sillas metálicas de Manuel Pérez de Arrilucea. El camino pasa además por un mirador desde el que se obtiene una amplia vista de la localidad de Mogarraz en medio del valle y, tal como indica su nombre, el agua es protagonista durante todo el sendero pues cruza el río Bocino, por la pasarela del Bocino, el arroyo Milano, por los puentes de Los Molinos y del Pontón.

### Iglesia parroquial de San Miguel Arcángel
La iglesia parroquial de Monforte de la Sierra está dedicada a San Miguel Arcángel.

### Arquitectura tradicional
Monforte cuenta con casas de madera siguiendo la estética tradicional de la arquitectura de la sierra de Francia, con sus típicas tramoneras.

## Monforteños ilustres
- Tomás González Hernández (1780-1833), fue un destacado archivero y erudito, miembro de la Real Academia de la Historia desde 1816. Ejerció como maestrescuela de la Catedral de Plasencia y más tarde destacó al ser el artífice de la reorganización del Real Archivo de Simancas tras la Guerra de Independencia, destacando su obra Censo de población de las Provincias y Partidos de la Corona de Castilla en el siglo XVI, que constituye la fuente más importante para conocer la población española en la época de los Austrias. Falleció en 1833.
- Felipe Maíllo Salgado, filólogo, historiador y novelista español. Durante más de tres décadas ejerció el cargo de profesor de Estudios Árabes e Islámicos en la Universidad de Salamanca.

## Administración y política
| Partido político                         | 2019  | 2019  | 2019       | 2015  | 2015  | 2015       | 2011  | 2011  | 2011       | 2007  | 2007  | 2007       | 2003  | 2003  | 2003       |
| Partido político                         | %     | Votos | Concejales | %     | Votos | Concejales | %     | Votos | Concejales | %     | Votos | Concejales | %     | Votos | Concejales |
| Partido Socialista Obrero Español (PSOE) | 68,52 | 37    | 2          | 71,21 | 47    | 2          | 64,44 | 58    | 4          | 61,17 | 63    | 1          | 33,06 | 41    | 2          |
| Partido Popular (PP)                     | 29,63 | 16    | 1          | 27,27 | 18    | 1          | 21,11 | 19    | 1          | 35,92 | 37    | 0          | 32,26 | 40    | 3          |
| Coalición SI por Salamanca (SI)          | —     | —     | —          | —     | —     | —          | 7,78  | 17    | 0          | —     | —     | —          | —     | —     | —          |

El alcalde de Monforte de la Sierra no recibe ningún tipo de prestación económica por su trabajo al frente del Ayuntamiento (2017).